# Township (Verenigde Staten)
Een township is in de Verenigde Staten een gebied met een oppervlakte tussen 15,6 km² tot 140,4 km², in Engelse maten tussen de 6 en 54 vierkante mijl.
Er zijn twee soorten townships:
- een statistisch gebied of survey township, een vakterm gebruikt door het Public Land Survey System;
- een bestuurlijk gebied of civil township. Deze townships hebben meestal een eigen naam, soms afgekort met Twp. In Michigan heten deze plaatsen charter townships. Pennsylvania en New Jersey kennen townships met lokaal bestuur. In New York en de staten van New England wordt een vergelijkbare lokaal bestuurd gebied een town genoemd. Door het United States Census Bureau worden de civil townships aangeduid met minor civil division of MCD. In 28 staten en in Washington D.C. is sprake van bestuurlijke gebieden op dit niveau.